# 佐和田亮二
佐和田 亮二（さわだ りゅうじ）は、沖縄県出身の空手家。一時芦原会館で学ぶも、元空手道（現：空道）大道塾に再入門する。
大道塾時代は大阪で指導員を務め、現在は武現塾（旧:稲毛道場）沖縄総本部師範。
1980年代の北斗旗空手道選手権大会で活躍した大道塾初期の強豪選手。強烈な右の突きを武器に幾多の一本勝ちを生んだ。

## 戦歴
- 1983年　北斗旗空手道選手権大会無差別級6位
- 1984年　北斗旗空手道選手権大会無差別級5位
- 1985年　北斗旗空手道選手権大会中量級優勝（最優秀勝利者賞）、無差別級3位
- 1986年　北斗旗空手道選手権大会中量級優勝
- 1987年　北斗旗空手道選手権大会中量級優勝